# 칠성초등학교
칠성초등학교는 대한민국 충청북도 괴산군 칠성면 도정리에 있는 공립 초등학교이다.

## 학교 연혁
- 1929년 5월 3일 칠성공립보통학교 개교
- 1938년 4월 1일 칠성공립심상소학교로 개칭
- 1941년 4월 1일 칠성공립국민학교로 개칭
- 1991년 3월 1일 쌍곡분교장 통폐합
- 1996년 3월 1일 칠성초등학교로 개칭
- 2002년 3월 1일 외사분교장 본교로 편입
- 2007년 11월 7일 칠성해오름관 개관
- 2009년 3월 1일 외사분교장 통폐합
- 2019년 3월 1일 제26대 김덕여 교장 부임
- 2020년 2월 14일 제88회 졸업(누계 : 6,845명)
- 2020년 3월 1일 7학급 편성(6학급,특수학급), 유치원 1학급

## 참고 자료
- 칠성초등학교 - 한국교육학술정보원 학교알리미